# Osumanu Adama
Osumanu Adama (* 24. Dezember 1980 in Accra) ist ein Profiboxer aus Ghana.

## Amateurkarriere
Adama gewann die Silbermedaille im Halbmittelgewicht bei den Afrikaspielen 1999 in Johannesburg, als er erst im Finale gegen Mohamed Hikal ausschied. Im Jahr 2000 nahm er an den Olympischen Spielen in Sydney teil, wo er im ersten Kampf des Halbmittelgewichts gegen Mohamed Marmouri unterlag.

## Profikarriere
2001 bestritt er in Ghana seinen ersten Profikampf und blieb bis 2009 ungeschlagen, als er bei seinem US-Debüt nach Punkten gegen Dyah Davis verlor. 2010 schaffte er den Sprung in die USA und wurde von Chicago Fight Club Promotion unter Vertrag genommen. Im April 2010 verlor er auch seinen zweiten US-Kampf nach Punkten gegen Donovan George.
Im Dezember 2010 besiegte er den WM-Herausforderer Ángel Hernández einstimmig nach Punkten und wurde dadurch International-Titelträger der IBO im Mittelgewicht. Im März 2011 besiegte er Marcus Upshaw vorzeitig beim Kampf um den Intercontinental-Titel der IBO und den US-Meistertitel im Mittelgewicht. Bei einem WM-Qualifizierungskampf im Oktober 2011 gelang ihm zudem ein vorzeitiger Sieg gegen den Ex-Weltmeister Roman Karmasin. Inzwischen wurde Adama von Joseph Awinongya trainiert.
Am 7. März 2012 boxte er in Hobart um die IBF-Weltmeisterschaft im Mittelgewicht, verlor aber nach Punkten gegen den australischen Titelträger Daniel Geale. Der Kampf sollte ursprünglich in Adamas Heimatstadt Accra stattfinden, doch konnte sein Promoter keine geeigneten Verbindungen herstellen. So wurde der Kampf in das Heimatland seines Gegners verlegt.
Im März 2013 gewann Adama nach Punkten gegen Grady Brewer. Da er jedoch ein halbes Pfund (rund 227 Gramm) über dem vereinbarten Gewichtslimit lag, erhielt er anschließend nicht die vorgesehenen Titel WBC-Continental-Americas, IBO-Intercontinental und UBF-Intercontinental.
Am 1. Februar 2014 boxte Adama in Monte-Carlo gegen den 85:1-Favoriten Gennadi Golowkin um die Weltmeistertitel der IBO und WBA im Mittelgewicht, dem er durch technischen Knockout in der siebenten Runde unterlag, nach Abbruch des Kampfes durch den Ringrichter.